# Brachythecium hylotapetum
Brachythecium hylotapetum är en bladmossart som beskrevs av N. Higinbotham och B. Higinbotham 1958. Brachythecium hylotapetum ingår i släktet gräsmossor, och familjen Brachytheciaceae. Inga underarter finns listade i Catalogue of Life.